# Jerónimo Tomás Abreu Herrera
Jerónimo Tomás Abreu Herrera (født 30. september 1930, død 27. juni 2012) var biskop i det romersk-katolske stift i Mao-Monte-Cristi, Dominikanske Republik.
Han blev ordineret til præst i 1955, blev biskop i 1978 og gik på pension i 2006.